# Woznesenśke (obwód czerkaski)
Woznesenśke (ukr. Вознесенське) – wieś na Ukrainie, w obwodzie czerkaskim, w rejonie złotonoskim, siedziba hromady. W 2001 liczyła 3863 mieszkańców, spośród których 3743 wskazało jako ojczysty język ukraiński, 116 rosyjski, 1 bułgarski, 2 białoruski, a 1 ormiański.